# 倉橋岳
倉橋 岳（くらはし がく、1981年5月21日 - ）は、愛知県名古屋市出身の文化人、料理研究者、タレント、オンラインイベントMC。工学修士。

## 来歴
中学卒業後に渡米して高校生活を送り、ワシントン大学 (ワシントン州)で建築を学ぶが、その後中退。帰国後は建築設計事務所勤務などを経て鯖寿司店や英会話教室を手がける。
2007年、中部電力が主催したオリジナル料理とテーブルコーディネートのコンテスト「ヒネモス食卓祭2007」で最優秀賞を受賞。
2008年から東海ラジオの『下川みくにのぐるっと東海エコめぐり』に、レポーターとして出演した。
2009年に開設されたNPO法人大ナゴヤ大学の立上げメンバーとなり、また全国初のおもてなし武将隊として創設された名古屋おもてなし武将隊のオーディションに挑戦し、徳川家康役に選ばれ、役だけに留まらず、料理人としての経験を生かしての食イベントの他、オリジナル商品の開発にも関わる。
2012年4月24日よりなごや観光ルートバス メーグルの車内放送を担当。
2015年8月1日より徳川家康と服部半蔵忍者隊でも兼務。
2017年、国立大学法人名古屋工業大学大学院に入学。
2018年、同修士課程卒業。社会工学修士号取得。同学博士後期課程に進学。現在、博士論文執筆中。
2020年4月に個人活動を開始。主に、名古屋のアップデートをテーマに食、文化などの分野で活動。オンラインMCを多数こなす。
2020年10月17日、GAKU salon ナゴヤ・アップデーターズ（有料オンラインサロン）設立。
2021年9月11日、GAKU salon ナゴヤ・アップデーターズを法人化し、同サロンは「一般社団法人 GAKU salon ナゴヤ・アップデーターズ」となる。2021年9月18日 - 20日に「ナゴヤ・アップデート祭」（入場無料）を開催予定。
2021年9月18日 - 20日、ナゴヤ・アップデート祭を開催。コロナの影響により、テレビ塔エリアを広々使う屋外イベントから急遽無観客フルリモート開催に切り替え、観光。
延べ数千人がYoutube放送を視聴。動画CMはこちら。

## 出演

### オンラインイベント（個人）
- 2020/4/18,19    「第一回HIU万博」　メインchホスト、トークゲスト[4]
- 2020/4/29-5/6  「第二回HIU万博」　メインchホスト、トークゲスト[5]
- 2020/5/28「第一回スナック堀江万博」　ズームMC [6]
  - ゲスト：西野亮廣、蜷川実花、中田敦彦など計18名
- 2020/6/22「第二回すナック堀江万博」　ズームMC [7]
  - ゲスト：TERU(Glay)、乙武洋匡、武井壮など計14名。

### テレビ出演（個人）
- Runabout (NHKワールド)
- さらさらサラダ(NHK名古屋放送局)
- 西川きよしのご縁です!（東海テレビ)
- ぱっぱ屋 (メ〜テレ)
- ぴーかんテレビ (東海テレビ）
- WAYAYAあはっ!（メ〜テレ）
- 花咲かタイムズ（CBC）

### テレビ出演（武将隊）
- 私の愛した家康様 主演（メ〜テレ）[8]

### ラジオ出演（個人）
- 下川みくにのぐるっと東海エコめぐり（東海ラジオ)[9]

### ラジオ出演（武将隊）
- 武将隊としての出演は名古屋おもてなし武将隊#出演を参照